# Frances G. Wickes
Frances Wickes (nacida como Frances Gillespy, Lansingburgh, Nueva York, 28 de agosto de 1875-Peterborough, Nuevo Hampshire, 5 de mayo de 1967) fue una psicóloga y escritora estadounidense.

## Biografía
Graduada de la Universidad de Columbia, Wickes fue profesora, escritora y dramaturga de niños y adolescentes en Nueva York. Posteriormente interesada en formarse como analista junguiana, especialmente para artistas, visitó Zúrich varias veces tras conocer a Carl Jung en la década de 1920, con quien Wickes mantuvo correspondencia.
Wickes llevaba un diario de sueños e impartía conferencias, especialmente en el Analytical Psychology Club de Nueva York. Wickes tuvo un marido, Thomas Wickes (divorciado en 1910 y fallecido alrededor de 1947), y un hijo, Eliphalet Wickes (1906-1926). Wickes vivió también en California y Alaska.
Jung escribió el prefacio de su segundo libro sobre el mundo psicológico de los niños (1927), donde Wickes apoyaba la presencia autónoma del niño en lo inconsciente colectivo, según la idea de una participation mystique que en 1910 Lucien Lévy-Bruhl había teorizado que existía dentro de las sociedades primitivas. Wickes compara a un niño con un individuo en formación y da más énfasis a la intuición y el sentimiento que a la atención a lo real o racional. El libro fue traducido al alemán, francés, holandés, italiano y griego.
En las próximas décadas, Wickes ayudó a fundar Spring, considerada la revista junguiana más antigua, y dio conferencias en varias ramas de los Institutos Jung.
Entre los corresponsales de Wickes se conservan cartas a Muriel Rukeyser (1913-1980), Henry Murray, Eudora Welty, Mary Louise Peebles (1833-1915), Martha Graham, Lewis Mumford, Thomas Mann, May Sarton, Robert Edmond Jones (1887-1954) y William McGuire (1917-2009). Al morir sin herederos, entre $ 1 y 1/2 millón de su patrimonio de $ 2 millones fue entregado al Instituto C. G. Jung de San Francisco y el resto a la Fundación Frances G. Wickes (1955-1974).

## Obra

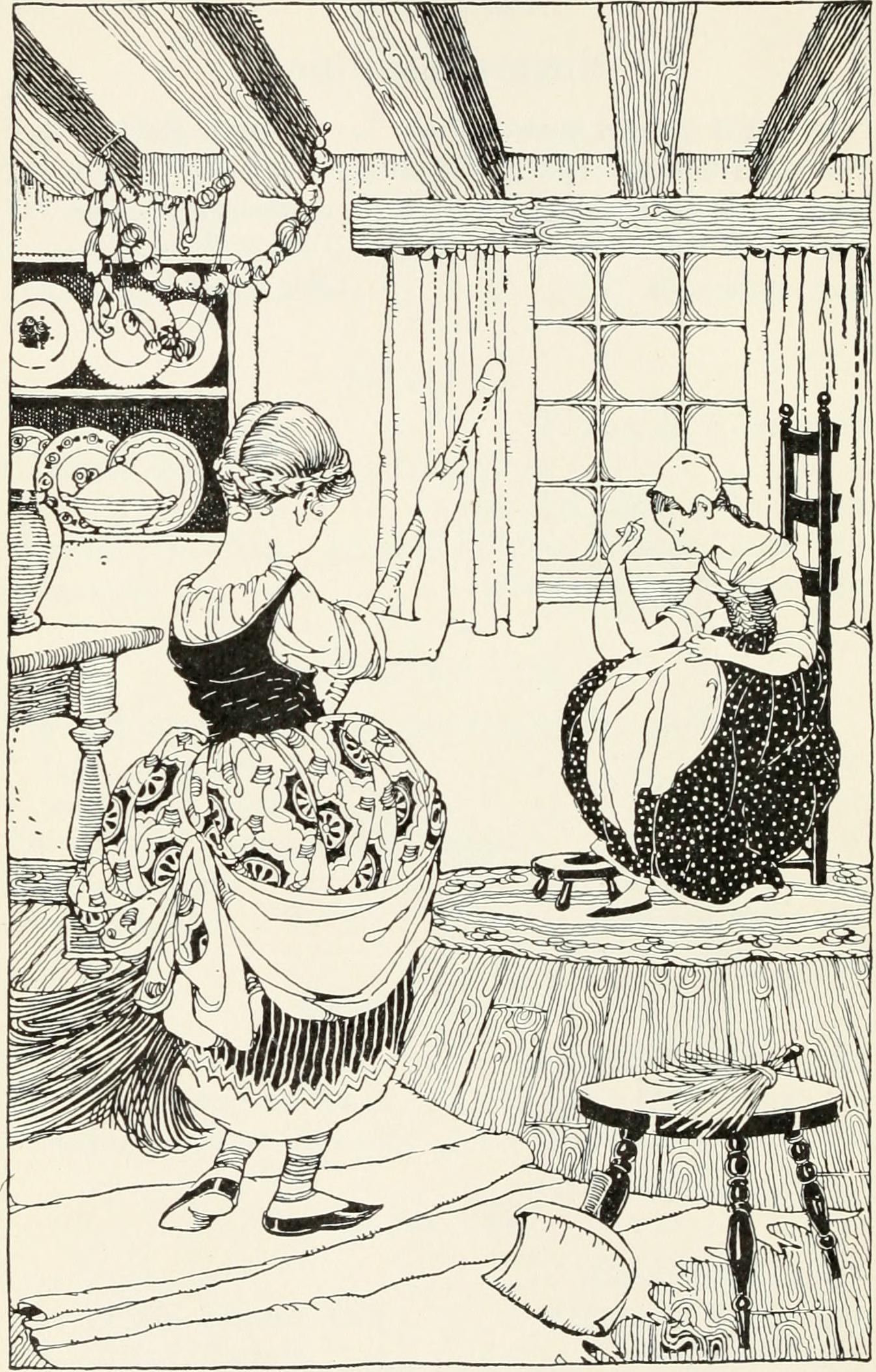
Ilustración de Gertrude A. Kay para Happy Holidays, 1921.

No ficción
- The Inner World of Childhood: A Study in Analytical Psychology, 1927; (con un prefacio de Carl Jung) New York: D. Appleton and Co., 1931
- The Inner World of Man, with Psychological Drawings and Paintings. New York: Farrar & Rinehart, 1938
- The Inner World of Choice. New York: Harper and Row, 1963

Obras más cortas y ficción
- Stories to Act, 1915
- "The Christmas Jest," A Child's Book of Holiday Plays, 1916
- Child's Own Book of Verse, Vol. 1 and 2 (enlace roto disponible en Internet Archive; véase el historial, la primera versión y la última)., 1917 (antología de poesía infantil compilada con Ada Maria Skinner)
- Happy Holidays, 1921
- Beyond the Rainbow Bridge, 1924
- A New Garden of Verses for Children, 1925 (ed. por Wickes) por Wilhelmina Seegmiller
- "Mother Spider," in A Child's Book of Country Stories, Ada M. Skinner y Eleanor L. Skinner (eds), 1925
- "A Question", en Spring, 1941, pp. 107–109
- Receive the Gale. A Novel. New York: D. Appleton-Century, 1946
- "The Creative Process", en Spring, 1948, pp. 26–46
- "The Conjure Wives" (enlace a audio), Stories to Dramatize, Winifred Ward (eds), Stories to Dramatize, 1952
- Arrow Book of Ghost Stories, Nora Kramer (eds), 1960
- "Wait Till Martin Comes In", Wilhelmina Harper (eds), Ghosts and Goblins: Halloween Stories for 1965

## Edición en castellano
- Jung, Carl Gustav (2010). «2. Introducción al libro de Frances G. Wickes Análisis del alma infantil (1927/1931)». Obra completa de Carl Gustav Jung. Volumen 17: Sobre el desarrollo de la personalidad. Traducción Jorge Navarro Pérez. Madrid: Editorial Trotta. ISBN 978-84-9879-149-5/ ISBN 978-84-9879-150-1.